# Општина Вулпени (Олт)
Вулпени (рум. Vulpeni) општина је у Румунији у округу Олт.
Oпштина се налази на надморској висини од 158 m.